# Dipartimento di Puelén
Puelén è un dipartimento argentino, situato nella parte occidentale della provincia di La Pampa, con capoluogo Veinticinco de Mayo.
Esso confina a nord con il dipartimento di Chical Co, ad est con quelli di Limay Mahuida e Curacó, a sud con la provincia di Río Negro, e ad ovest con quella di Córdoba.
Secondo il censimento del 2001, su un territorio di 13.160 km², la popolazione ammontava a 7.757 abitanti, con un aumento demografico del 13,89% rispetto al censimento del 1991.
Il dipartimento comprende per intero il comune di Puelén e parte del comune di Veinticinco de Mayo (inclusa la città sede municipale). Inoltre fa parte del dipartimento l’ente comunale di Casa de Piedra, unico ente locale con questo appellativo in tutta la provincia.